# Орбеляни
Орбеляни (вірм. Օրբելյան, Օրբէլեանք) — вірменський князівський рід з довгою історією політичного впливу, представники якого в 1211–1435 роках правили середньовічним вірменським князівством Сюнік (території сучасних Сюнікської і Вайоц-Дзорської областей Вірменії, західної частини Нагірно-Карабахської Республіки і північної частини Нахічеванської Автономної Республіки).
В роду Орбелянів титули князя, князя князів, головнокомандувача військами (амірспасалара), регента (атабека) передавалися у спадок. Один із представників цього роду зведений монголами в «царі». Єпископат Сюніка також передавався у спадок в роду Орбелянів. Резиденція (княжий престол) Орбелянів у різні часи перебувала в Єгегісі (Артабуйнк), Арені, а пізніше в Нораванк, де нині й знаходиться їх родова усипальниця. На родовому гербі Орбелянів, який висічений на деяких могильних плитах Нораванка, зображений лев.

## Історичний нарис

### Походження
За свідченнями династичного історика Степаноса Орбеляна, автора родової історії Орбелянів, завершеної в 1297–1300 роках у Нораванкі, цей рід походить від нащадків князя країни «Ченк», які були вимушені переселитися спочатку в Грузію, а потім до Вірменії. Історик вказує на те, що предки Орбелянів прийшли в Грузію, пройшовши через Дар'яльську ущелину. Це означає, що шлях предків Орбелянів мав пролягати через Аланію (Осетію і Хазарію).
Однак ряд сучасних істориків (Н. Адонц, Г. Григорян та інші) вважають, що під назвою «Ченк» малась на увазі якась територія на Вірменському нагір'ї (можливо, область в Тайко) або в межах Грузії.

### Облаштування на території Грузії
За відвагу і віддану службу при грузинському дворі, Орбеляни отримали спадковий титул головнокомандувача (амірспасалара) війська та значні території з рядом фортець, включаючи фортецю Орбет на півдні сучасної Грузії, від якої і пішла назва роду — Орбелян.

### Повстання, поселення у Вірменії і розділення роду
У 1177—1178 роках амірспасалар Івана Орбелі очолив повстання князів проти грузинського царя Георгія III, який порушив своє слово і не звів на престол законного спадкоємця престолу, свого племінника — царевича Деметрі. Однак цар Георгій III зумів внести розкол серед повсталих князів, переманивши на свою сторону більшість з них (в тому числі і вірменських князів Закарянів, які пізніше отримали спадковий титул амірспасаларів — головнокомандувачів вірмено-грузинським військом). Сам Іван Орбелі здався царю Георгію і був ним варварськи вбитий в 1177 році. Разом з ним були знищено багато Орбелян, їх володіння були втрачені, а ті, що залишилися в живих були вигнані з Грузії та переселилися до Вірменії.
В кінці XII століття Грузинське царство спільно з вірменським дворянством почали реконкісту — визвольні війни проти турків-сельджуків. З метою ще більшого об'єднання вірмено-грузинського дворянства навколо свого престолу дочка Георгія III цариця Тамара помилувала всіх повсталих проти її батька і дозволила їм повернутися в Грузію. Серед інших до Грузії повернувся Іване, молодший син князя Ліпаріта II Орбеляна, який отримав лише незначну частину колишніх родових володінь навколо фортеці Орбеті. А старший син князя Ліпаріта II Орбеляна Елікум I продовжив вірменську гілка роду Орбелян в Сюнікі. Коли сам Елікум I був убитий в 1184 році, рід Орбелянів в Сюнікі очолив його син, звільнений з ісламського полону князь Ліпаріт III. Завдяки посередництва князя Івана Закаряна, який командував реконкістою, цар Георгій IV Лаша призначив князя Ліпаріта III Орбеляна намісником і дарував йому великі володіння в північно-східних провінціях Вірменії — в Сюнікі та її області Гехаркунік, Вайоц-Дзор, а також палац Кайен і селище Елар з околицями в Котайк. Орбеляни стали одним з найбільш впливових княжих будинків Вірменії.

### Орбеляни в роки монгольського ярма
У 1236 році у Вірменію вторглися татаро-монгольські полчища під командуванням Чормагана. Грузинські війська і армії вірменських князів зазнали поразки і були змушені визнати верховну владу хана в Каракорумі. Так само вчинив нащадок Ліпаріта III — князь Елікум Орбелян. Після переговорів з монголами він зберіг свої володіння, але взяв на себе зобов'язання брати участь зі своїми військами в подальших походах монголів. Надалі, завдяки особистим зв'язкам з великим ханом в Каракорумі, князю Смбату II вдалося значно зміцнити становище роду Орбелянів.
Коли в 1249 році в Грузії і Вірменії піднялося повстання проти монгольського ярма, князь Смбат II Орбелян не наважився відкрито приєднатися до повсталих, хоча потай, мабуть, симпатизував їм (так, через свого васального дворянина Танкрегула, Смбат допоміг царю Сванетію Давиду втекти з монгольського полону). Самому Смбату II вдалося в монгольській столиці Каракорумі довести свою непричетність до повстання.
Після смерті Менгу-хана в 1259 року грузинський двір і деякі вірменські князі знову підняли повстання проти монгольського ярма. Організатором повстання був великий князь Хачен Гасан-Джалал Дола і князь Закарі Закарян. Цього разу князь Смбат II Орбелян проявив ще більшу обережність і зовсім не підтримав повсталих. Повстання було придушене в 1261 році. Монгольські правителі оцінили відданість Смбата II; після придушення повстання він отримав титул «царя» і був переведений в монгольську ставку в Тебрізі, де і помер в 1273 році.
Правителем Сюніка став його молодший брат — князь князів Тарсаіч Орбелян, який правив Сюнійським князівством до 1290 року.
Після смерті Тарсаіча між його синами і племінником Ліпарітом виникли чвари через частину володінь Орбелянів — Двін, Гарні та Баргушат. Старший син Тарсаіча Елікум Орбелян (правив у 1290—1300 р.р.), затверджений на княжий престол, розділив володіння Орбелянів між своїми братами, чим значно послабив військово-політичну міць роду.
Спадкоємець Елікума II син Буртел став родоначальником побічної гілки Орбелянів — Буртелянів. Після смерті Буртела і з навалою туркменських племен і Тамерлана в 1385 році, Сюнійське князівство Орбелянів занепало. Сюнійський князь Смбат Орбелян, обложений у фортеці Воротнаберд, був взятий в полон завойовниками і разом з сім'єю відправлений в Самарканд, звідки повернувся після примусового прийняття ісламу. Його син, князь Бешкен, був змушений залишити вотчину Орбелянів і переселитися в Лорі. Син Бешкена Рустам Орбелян став радником і високопоставленим вельможею в Тебризі, продовжуючи володіти частиною спадкових земель Орбелянів у Сюнікі і Айрараті. Однак після поразки військ Тебриза під Софьяном в 1437 році Рустам Орбелян був змушений покинути Сюнік і переселитися в Лорі, розпродавши свої землі Татевському монастирю.
Хоча багато представників княжого роду Орбелянів продовжували жити в Сюнікі, рід втратив свій колишній вплив і розпався на ряд дрібних побічних гілок. Багато мелікських (князівські) родів Сюніка в XVI—XIX ст. відносили свою генеалогію саме до князів Орбелянів; серед них і меліки Татева — Орбелян.

### Правителі
династія Орбелян
- Ліпаріт I — бл. 1044, 1040 р
- Іване I — бл. 1110 р
- Смбат I — бл. 1128 р
- Ліпаріт II — бл. 1128 р
- Елікум I — бл. 1184 р (дружина — Хатун. Далі вірменська гілка) * Іване (грузинська гілка)
- Ліпаріт III — бл. 1221, 1223 р (дружина — Аспа)
- Іване II — бл. 1260 р
- Ліпаріт IV
- Елікум II — бл. 1290—1300 рр. (дружина — Тамта)
- Буртел — бл. 1300—1348 р. (дружина — Вахах)
- Смбат II
- Тарсаіч (князь князів, атабек-регент, молодший брат Смбата) — з 1273 р.
- Степанос — бл. 1406, 1422 р (дружина — Маргарит)
- Смбат III Парон — бл. 1471, 1495 р
- Сохраб Урутці — бл. 1508 р

Родовідне древо князів Орбелянів згідно Гевонда Алішань [недоступне посилання з Октябрь 2018]

## Світська і культурна діяльність
Незважаючи на тривалі навали на Вірменію полчищ татаро-монголів, турків і персів, в цілому роки правління Орбелянів ознаменувалися підйомом вірменської культури і мистецтва. Орбеляни вели активне світське і церковне будівництво.
У роки правління Орбелянів зведено або реставровано безліч світських будівель — десятки фортець і замків, заїжджих дворів, мостів. У XIII ст. князь Тарсаіч Орбелян побудував палац в Арені.
У 1216 році за указом князя Ліпаріта Орбеляна північніше напівзруйнованої землетрусом церкви, раніше заснованої на місці вірменського язичницького храму, почалося будівництво нової церкви, яка отримала назву Нораванк (дослівно «нова церква»). Будівництво завершилося в 1227 р. У 1275 році була побудована каплиця, що стала родовою усипальницею княжого дому Орбелянів. У 1339 році князь Буртел Орбелян побудував церкву Сурб Аствацацін (ще називається Буртелашен — на честь князя Буртела) в Нораванк.

 Раніше, у 1326 р, на Селімському перевалі, розташованому на стратегічно важливому Шовковому шляху, був побудований Селімський заїжджий будинок, будівництво якого було завершено в 1332 році. Будівництво замовив князь Чесар Орбелян і його брати, про що на фасаді заїжджого двору є такий напис: 
 «В ім'я всемогутнього Бога, в 1332 році за часів володаря світу Буссаїда хана, я, Чесар, син князя-князів Ліпаріта і моя мати Аанна, і внук Іване, і мої брати, статні, як леви, князі Боіртел (Буртел), Смбат і Елікум з династії Орбелянів, і моя дружина Хоріша, дочка Вардана з роду Серікаріманів і ... .., побудували цей духовний дім на наші кошти в ім'я порятунку душ наших і наших батьків і наших братів у Христі, а також моїх живих братів і синів - Саргіса, священика Ованеса, Курда і Вардана. Молимо вас, мандрівників, пом'янути нас у Христі. Будівництво було розпочато в період священнослужіння Есаї і закінчено завдяки його молитвам в році 1332-му». 
 Князі Орбеляни також сприяли розвитку наук і мистецтв. При їх заступництві учений Нерсес Мшеці й Єсаї Нчеці створили 1282 р Гладзорський університет в монастирському комплексі Танаат. Університет діяв до 1338 р. Серед його випускників були історик Степанос Орбелян, філософ Ованес Воротнеці, мініатюристи Торос Таронаці й Аваг, а також художник Момік, який став одним з архітекторів Нораванка. 

В роки панування Орбелянів також було поставлено безліч хачкарів . 

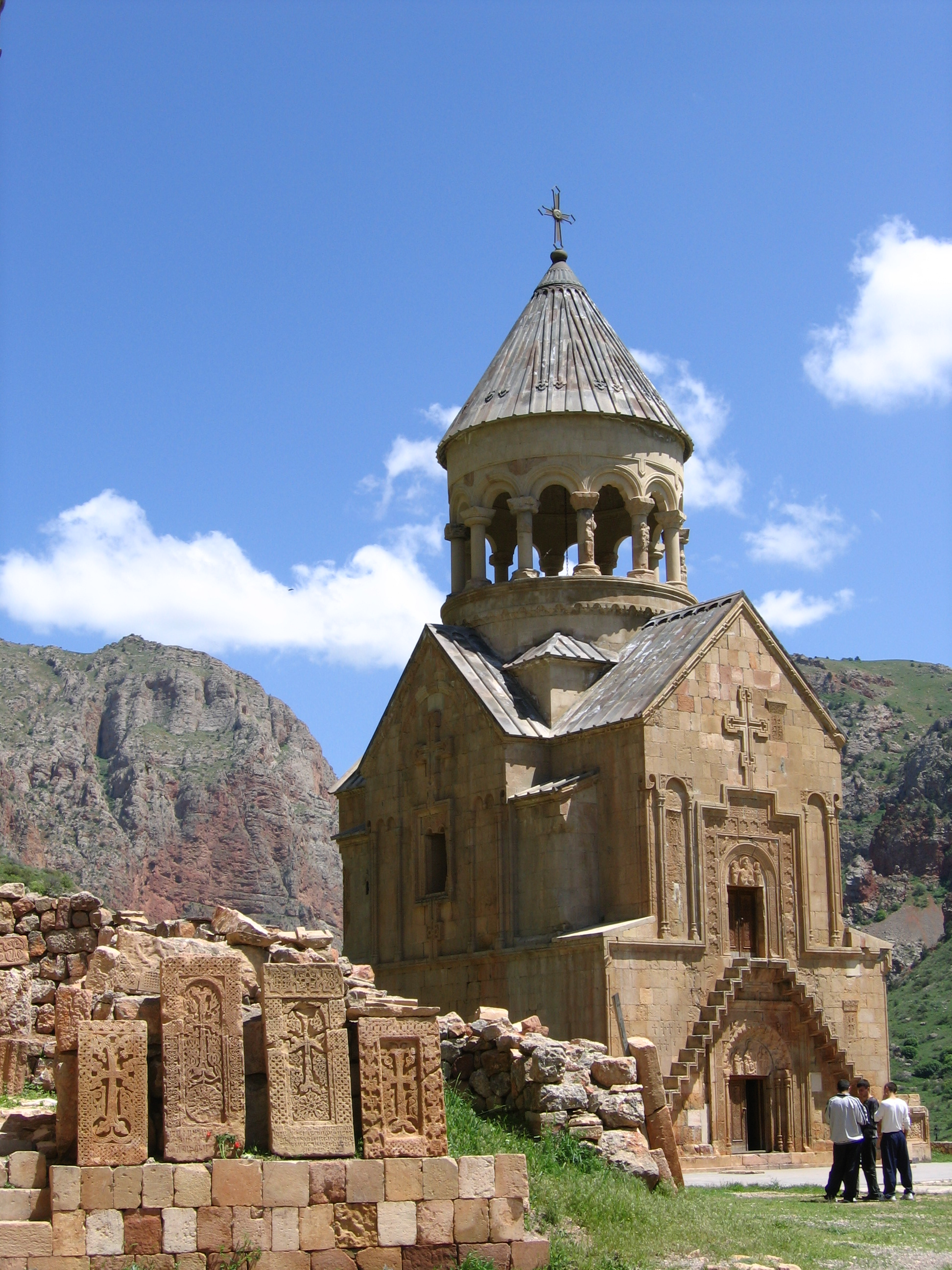
Нораванк, церква св. Богородиці, 1339 рік
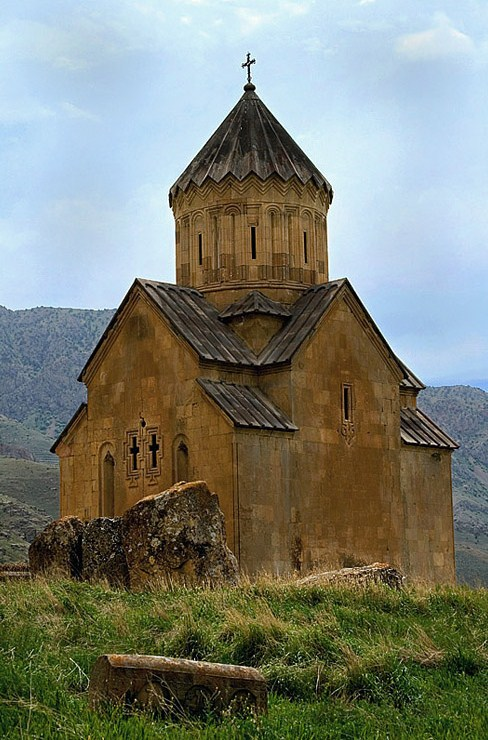
Арені, церква св. Богородиці, 1321 рік
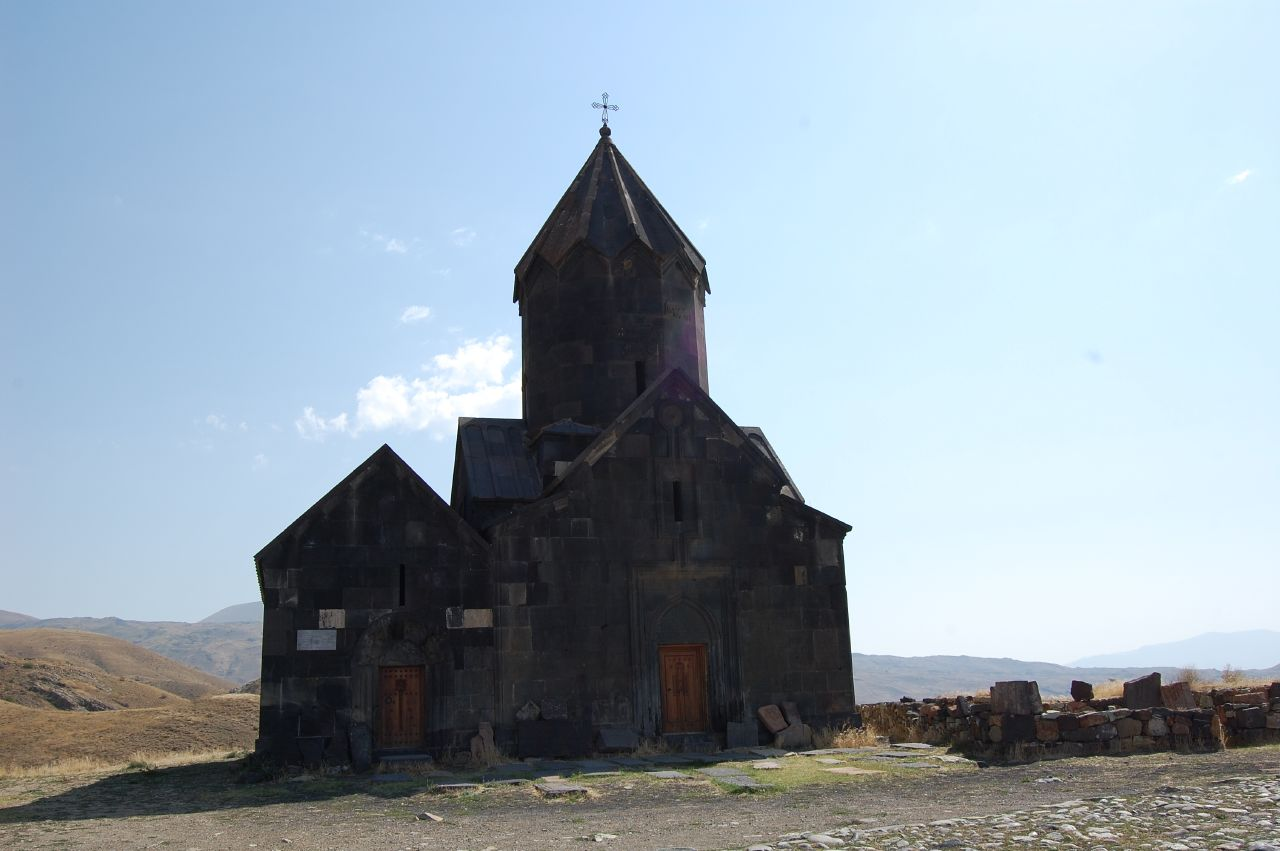
Монастир Танаат, VIII, XIII століття
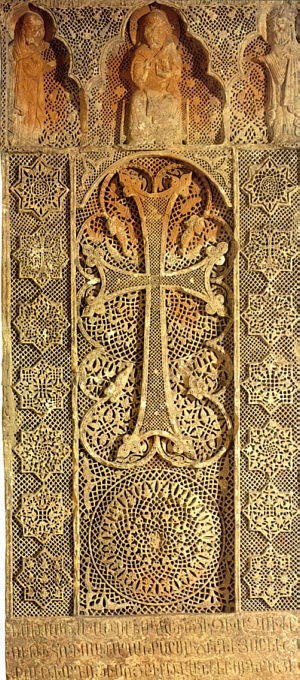
Хачкар вірменського архітектора Моміка, 1306 рік

### Видатні представники роду
- Елікум I Орбелян (бл. 1184) — засновник вірменської гілки роду
- Ліпаріт III Орбелян (бл. 1221, 1223) — один із засновників Нораванка
- Буртел Орбелян (бл. 1300—1348) — один з будівельників Нораванка, родоначальник Буртелів
- Степанос Орбелян (бл. 1250—1304) — середньовічний вірменський історик, політик і церковний діяч
- Костянтин Агапаронович Орбелян (1928—2014) — вірменський диригент і композитор, Народний артист СРСР (1979)[11]
- Костянтин Гаррійович Орбелян (р. 1956) — американський і російський піаніст і диригент, Заслужений артист Російської Федерації (2003)[12]